# Le Simona
Résidence Le Simona alternativt Tour Simona är ett höghus som ligger på 54 Boulevard du Jardin Exotique i Monaco. Den är, tillsammans med Le Roccabella, med sina 90 meter och 23 våningar på åttonde plats bland furstendömets högsta byggnader.
Konstruktionen av byggnaden inleddes 2008 av JB Pastor & Fils och stod färdig 2011 med inflyttning året efter. Den ägs av Groupe Pastor.